# Mizuho-Plateau
Das Mizuho-Plateau (japanisch みずほ高原 Mizuho Kôgen, in Norwegen Thorshavnheiane) ist eine nahezu strukturlose und eisbedeckte Hochebene im ostantarktischen Königin-Maud-Land. Das Plateau liegt östlich des Königin-Fabiola-Gebirges und südlich des Shirase-Gletschers.
Eine Mannschaft der von 1957 bis 1961 durchgeführten japanischen Antarktisexpedition erkundete es zwischen November und Dezember 1960 und benannte es nach einer mythologischen Bezeichnung für Japan.